# Temperatura crítica
La temperatura crítica, Tc d'un material és la temperatura per sobre de la qual ja no existeixen els estats de la matèria líquid i gasós. A mesura que s'acosta la temperatura crítica, les propietats de l'estat líquid i gasós esdevenen les mateixes. Per sobre de la temperatura crítica, només existeix un estat. La pressió crítica és la pressió del vapor a la temperatura crítica. El volum molar crític és el volum d'un mol de material que es troba a la temperatura i pressió crítiques. En diagrames que mostren propietats termodinàmiques d'una certa substància, el punt que es troba a la temperatura i pressió crítiques s'anomena el punt crític de la substància.

## Propietats
Les propietats crítiques varien entre els diferents materials, tal com en el cas del punt de fusió i el punt d'ebullició. Les propietats crítiques per moltes de les substàncies pures són fàcils de trobar en obres científiques. En canvi, trobar les de compostos és bastant més difícil.
Per a les substàncies pures, hi ha un punt d'inflexió en la isoterma crítica en un esquema d'ordinador. Això vol dir que al punt crític:
{\displaystyle \left({\frac {\partial P}{\partial V}}\right)_{T}=\left({\frac {\partial ^{2}P}{\partial V^{2}}}\right)_{T}=0}
Aquesta relació pot ser utilitzada per a avaluar dos paràmetres per una equació d'estat segons les propietats crítiques.
A vegades, un conjunt de propietats reduïdes es defineixen segons les propietats crítiques:
{\displaystyle T_{r}=T/T_{c}}
{\displaystyle P_{r}=P/P_{c}}
{\displaystyle V_{r}=V/V_{c}}
El principi d'estats corresponents indica que substàncies a la mateixa temperatura i pressió reduïdes tenen volums igualment reduïts. Aquesta relació és aproximadament certa per moltes substàncies, però es torna més i més errada amb grans valors de Pr.
Dos líquids mesclables, com l'aigua i l'oli, també tindran una temperatura i pressió crítiques en què les dues fases estaran dissoltes.

## Ús en superconductivitat

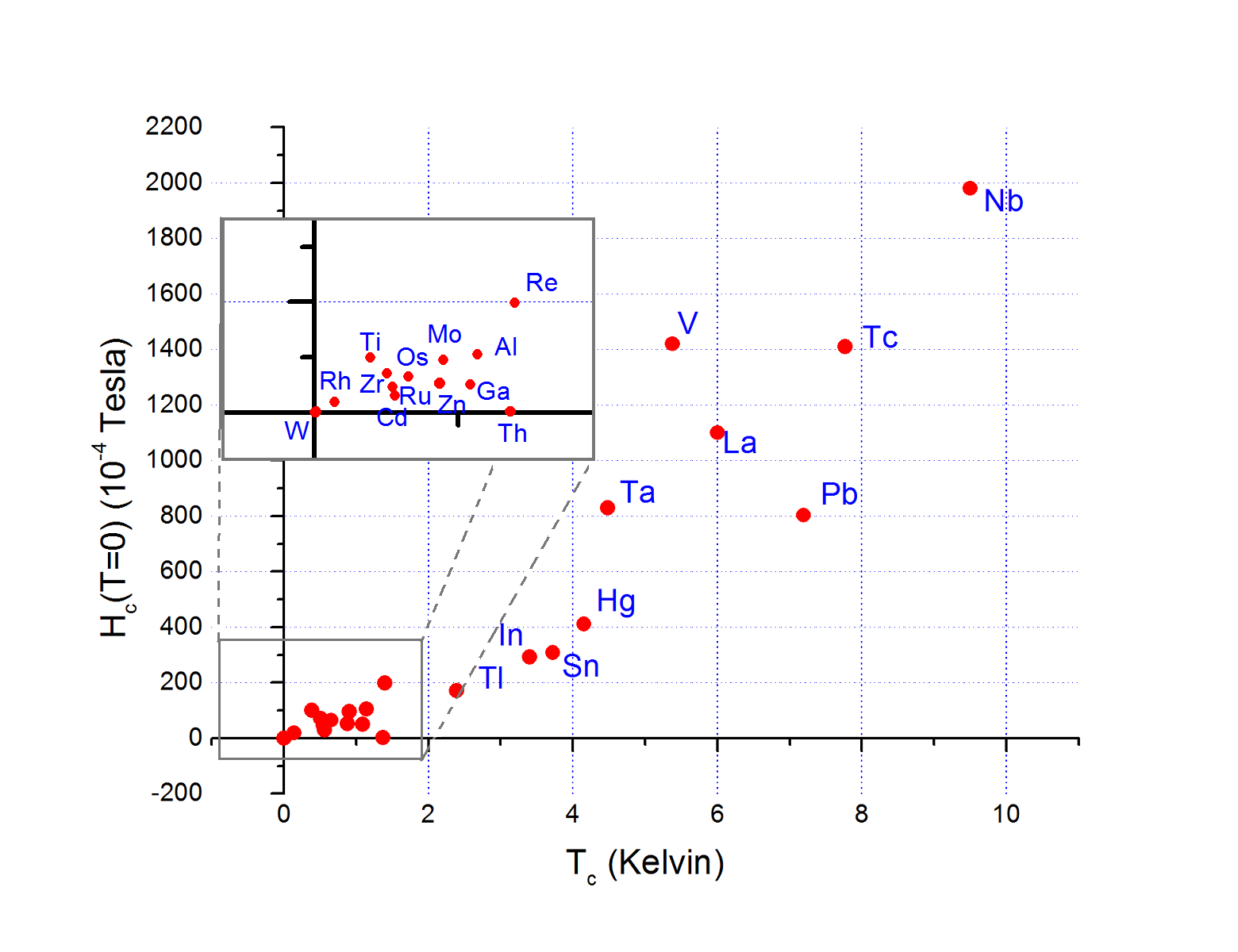
Relació entre les temperatures crítiques i camps magnètics crítics en el zero absolut per a 24 superconductors de baixa temperatura.

En superconductivitat, la temperatura Tc és aquells que, a partir de la qual, si se segueix refredant la substància, el material es torna superconductor; és a dir, deixa de tenir cap resistència elèctrica.
En general està relacionada amb el camp magnètic crític Hc(T). A causa d'això es podria dir que la temperatura crítica va sent cada cop inferior segons augmenta el camp magnètic crític. No obstant això, per evitar cert grau de confusió, se sol prendre la temperatura crítica com una constant constant física que depèn del material (i que és igual a la temperatura a què es produeix el canvi d'estat en absència de camp magnètic), prenent-se el camp magnètic crític com una funció depenent de la temperatura.

## Temperatura crítica d'alguns elements
| Element  | Temperatura crítica (°C) |
| -------- | ------------------------ |
| Argó     | -122.29                  |
| Arsènic  | 1400                     |
| Brom     | 315                      |
| Clor     | 143.8                    |
| Fluor    | -128.85                  |
| Heli     | -267.96                  |
| Hidrogen | -240.17                  |
| Iode     | 546                      |
| Criptó   | -63.7                    |
| Mercuri  | 1477                     |
| Neó      | -228.75                  |
| Nitrogen | -146.9                   |
| Oxigen   | -118.57                  |
| Fòsfor   | 721                      |
| Radó     | 105                      |
| Seleni   | 1493                     |
| Sofre    | 1041                     |
| Xenó     | 16.58                    |

## Temperatura crítica d'algunesmolècules
| Molècula                | Temperatura crítica (°C) | Pressió crítica (atm) |
| ----------------------- | ------------------------ | --------------------- |
| Amoníac (NH₃)           | 132                      | 115                   |
| Diòxid de carboni (CO₂) | 31.2                     | 77                    |
| Monòxid de carboni (CO) | -141                     | 35.9                  |
| Etanol (C₂H₆O)          | 216                      | 65                    |
| Metà (CH₄)              | -82                      | 45.8                  |
| Propà (C₃H₈)            | 97                       | 42                    |
| Diòxid de sofre (SO₂)   | 157                      | 77.8                  |
| Aigua (H₂O)             | 374                      | 217.8                 |